# 마르코 드미트로비치
마르코 드미트로비치(세르비아어: Марко Дмитровић, Marko Dmitrović, 1992년 1월 24일 ~ )는 세르비아의 축구 선수로 현재 스페인 라리가의 세비야 FC에서 활동 중이다.

## 국제 경력
2016년 8월, 드미트로비치는 아일랜드 공화국과의 2018년 FIFA 월드컵 예선전 세르비아 대표팀 명단에 이름을 올렸다. 2017년 11월 14일 대한민국과의 친선경기에서 데뷔전을 치렀다.
2018년 6월, 그는 러시아에서 열린 2018 FIFA 월드컵 세르비아 대표팀에 선발되어 블라디미르 스토이코비치의 지원을 받지 못했다.
2022년 11월, 그는 카타르에서 열린 2022년 FIFA 월드컵 세르비아 대표팀에 선발되었지만, 반자 밀린코비치-사비치(Vanja Milinković-Savić)가 1순위 골키퍼였기 때문에 출전하지 못했다.